# جایزه بزرگ موناکو ۱۹۷۴
جایزه بزرگ موناکو ۱۹۷۴ (انگلیسی: ‎1974 Monaco Grand Prix‎) یک مسابقهٔ موتوری در رشتهٔ اتومبیل‌رانی فرمول یک بود که در تاریخ ۲۶ مهٔ ۱۹۷۴ در پیست موناکو واقع در مونت‌کارلو، موناکو برگزار شد. این گراند پری در میان ۱۵ گراند پری در فصل ۱۹۷۴، مسابقهٔ شمارهٔ ۶ بود.
در این مسابقه که در ۷۸ دور و به مسافت ۲۵۵٫۶۸۴ کیلومتر (۱۵۸٫۸۷۵ مایل) برگزار شد، پول پوزیشن توسط نیکی لائودا کسب شد و سریع‌ترین زمان برای طی یک دور پیست که برابر با ۱:۲۷٫۹ بود نیز توسط رونی پیترسن به ثبت رسید.
رونی پیترسن از تیم لوتوس-فورد، جودی شکتر از تیم تایرل-فورد و ژان-پیر بلتویز از تیم شدو-فورد به‌ترتیب مقام‌های اول تا سوم مسابقه را کسب کردند.

## رده‌بندی قهرمانی پس از مسابقه
|       | جایگاه | راننده           | امتیاز |
| ----- | ------ | ---------------- | ------ |
|       | ۱      | امرسون فیتیپالدی | ۲۴     |
| ۱     | ۲      | کلی رگاتزونی     | ۲۲     |
| ۱     | ۳      | نیکی لائودا      | ۲۱     |
| ۴     | ۴      | جودی شکتر        | ۱۲     |
| ۱     | ۵      | دنی هیولم        | ۱۱     |
| منبع: |        |                  |        |

|       | جایگاه | سازنده      | امتیاز |
| ----- | ------ | ----------- | ------ |
|       | ۱      | مک‌لارن-فورد | ۳۷     |
|       | ۲      | فراری       | ۳۰     |
| ۱     | ۳      | تایرل-فورد  | ۱۶     |
| ۲     | ۴      | لوتوس-فورد  | ۱۳     |
|       | ۵      | برابام-فورد | ۱۰     |
| منبع: |        |             |        |

یادداشت
- تنها پنج جایگاه نخست از هر رده‌بندی نمایش داده شده‌است.